# Ngựa Posavac
Ngựa Posavac (tiếng Croatia; tiếng Slovenia: posavec), ở Croatia còn được gọi là ngựa Posavina hoặc Posavac của Croatia (hrvatski posavac) là một giống ngựa kéo máu lạnh kích thước trung bình có khả năng kéo được tải trọng lớn. Trong suốt lịch sử của giống ngựa này, giống ngựa được phổ biến để kéo xe kéo. Nó cũng được sử dụng cho lâm nghiệp, nông nghiệp và các công việc khác.

## Lịch sử
Giống được phát triển ở Posavina, một khu vực dọc theo sông Sava ở Croatia. Giống ngựa này dựa trên một giống ngựa Slavon-Posavian địa phương có tên là bušak (bushak), có ngựa cái được lai với các giống ngựa chất lượng của các giống khác bao gồm Ngựa Ả Rập, Ngựa Nonius, Ngựa Noriker và Ngựa Percheron.
Phần lớn ngựa Posavina ở Croatia, nhưng giống ngựa này cũng có mặt ở Bosnia-Herzegovina và Slovenia, nơi nó được nuôi chủ yếu để lấy thịt.
Số lượng đăng ký của ngựa Posavina ở Croatia được ước tính là 5131 cá thể vào năm 2013, vì vậy giống chó này được coi là có nguy cơ tuyệt chủng (phân loại FAO số II). Tổng số lượng tại Croatia đã được báo cáo cho DAD-IS là 4500–5500 vào năm 2012. Ở Slovenia, con số được báo cáo là 1260 vào năm 2011.

## Đặc điểm
Ngựa Posavina có chiều cao từ 140 đến 150 cm (13,3 đến 14,3 hand) và nặng 500-600 kilôgam (1.100 - 1.300 lb). Giống ngựa này có kích thước nhỏ hơn hai giống ngựa máu lạnh khác của Croatia là ngựa Međimurje (155–165 cm) và Ngựa máu lạnh Croatia (150 – 160 cm). Ngựa Posavina có thể có màu hồng ngựa hoặc màu nâu sẫm, ít thường có màu đen hoặc hạt dẻ; các màu khác hiếm hơn nhiều.